# Margaret Burbidge
Pour les articles homonymes, voir Burbidge.
Margaret Burbidge, née Eleanor Margaret Peachey le 12 août 1919 à Davenport et morte le 5 avril 2020 à San Francisco, est une astrophysicienne britannique naturalisée américaine. Elle est connue pour ses recherches inédites et pour avoir occupé plusieurs postes administratifs, dont celui de directrice de l'observatoire royal de Greenwich.
Durant sa carrière, elle travailla à l'observatoire de l'université de Londres, à l'observatoire Yerkes de l'université de Chicago, au laboratoire Cavendish à Cambridge au Royaume-Uni et au CalTech. De 1979 à 1988, elle fut la première directrice du Center for Astronomy and Space Sciences à l'Université de Californie à San Diego (UCSD) où elle travailla à partir de 1962. En 1990, elle participa également au développement du spectrographe à objets faibles pour le télescope spatial Hubble. En 2010, elle est professeur émérite de physique à l'UCSD et une chercheuse active. Margaret Burbidge meurt à San Francisco  le 5 avril 2020.

## Biographie
Margaret Burbidge commença à étudier l'astronomie en 1936 au University College de Londres et fut diplômée en 1939. Après avoir obtenu son Ph.D. à University College en 1943, elle commença à rechercher des galaxies en couplant un spectrographe aux télescopes. Burbidge se vit refuser une bourse du Carnegie Institution of Washington en 1945 car l'octroi de cette bourse était conditionné au fait qu'elle aurait dû observer à l'observatoire du Mont Wilson, ce qui était exclusivement réservé aux hommes à cette époque.
Le 2 avril 1948, elle épousa Geoffrey Burbidge, un astrophysicien théoricien. 
En 1950, elle obtint une bourse à l'observatoire Yerkes situé à Williams Bay dans le Wisconsin, et arriva aux États-Unis en 1951. Ses travaux concernaient l'étude des étoiles de type B et la structure des galaxies. 
Elle retourna en Angleterre en 1953 et commença à travailler en collaboration avec son mari Geoffrey Burbidge, Fred Hoyle et William Fowler, le B2FH (nommé d'après les initiales des noms des chercheurs).
Après 10 ans, en 1955, elle obtint l'accès à l'observatoire du Mont Wilson, en tant qu'assistante de son mari. La direction accepta qu'elle puisse rester si elle-même et son mari vivaient dans un chalet séparé sur le site plutôt que d'utiliser le dortoir des hommes. Elle y travailla sans interruption jusqu'à la naissance de sa fille Sarah fin 1956. 
En 1957, le groupe B2FH publia un résultat célèbre dans l'article B2FH : tous les éléments sauf les plus légers sont produits par des réactions nucléaires au sein des étoiles. Pour ce résultat, ils reçurent le prix Warner en 1959. Dans ses recherches ultérieures, elle fut l'une des premières à mesurer les masses et les courbes de rotation des galaxies et parmi les pionniers dans l'étude des quasars.
En 1972, sa nomination à la direction de l'observatoire royal de Greenwich (première nomination d'une femme), fut aussi la première fois en 300 ans que cette nomination n'était pas associée avec le poste d'astronome royal, attribué au radio-astronome et futur lauréat du prix Nobel de physique Martin Ryle. Elle quitta ce poste en 1974, quinze mois seulement après l'avoir accepté, quand une controverse éclata au sujet du déplacement du télescope de l'observatoire vers un site plus propice. De telles expériences ont fait de Margaret Burbidge une des personnalités les plus influentes dans la lutte pour faire cesser la discrimination des femmes en astronomie. En conséquence, en 1972 elle refusa le prix d'astronomie Annie J. Cannon de la Société américaine d'astronomie car il était attribué seulement aux femmes : « il est grand temps que la discrimination en faveur, ou contre les femmes dans la vie professionnelle soit supprimée ».
En 1976, elle devient la première femme présidente de la Société américaine d'astronomie, et en 1977, devient citoyenne américaine. En 1983, elle fut élue présidente de l'Association américaine pour l'avancement des sciences.

## Distinctions et récompenses
Récompenses
- Prix Helen B. Warner pour l'astronomie avec son mari (1959)
- Médaille Bruce de la Société astronomique du Pacifique (1982)
- Henry Norris Russell Lectureship (1984)
- National Medal of Science (1985)
- Médaille d'or de la Royal Astronomical Society avec son mari (2005)

Éponymie
- L'astéroïde (5490) Burbidge.

## Filmographie
- Donald Walther & Romain Egea, Chercheuses d'étoiles (2020), documentaire, 51'50, sur Cecilia Payne, Henrietta Leavitt, Margaret Burbidge et Vera Rubin : Donald Walther, « « Chercheuses d’étoiles » : ces quatre femmes méconnues ont révolutionné notre vision de l’Univers », sur lemonde.fr, 8 août 2020 (consulté le 9 mars 2021)